# 細胞增殖

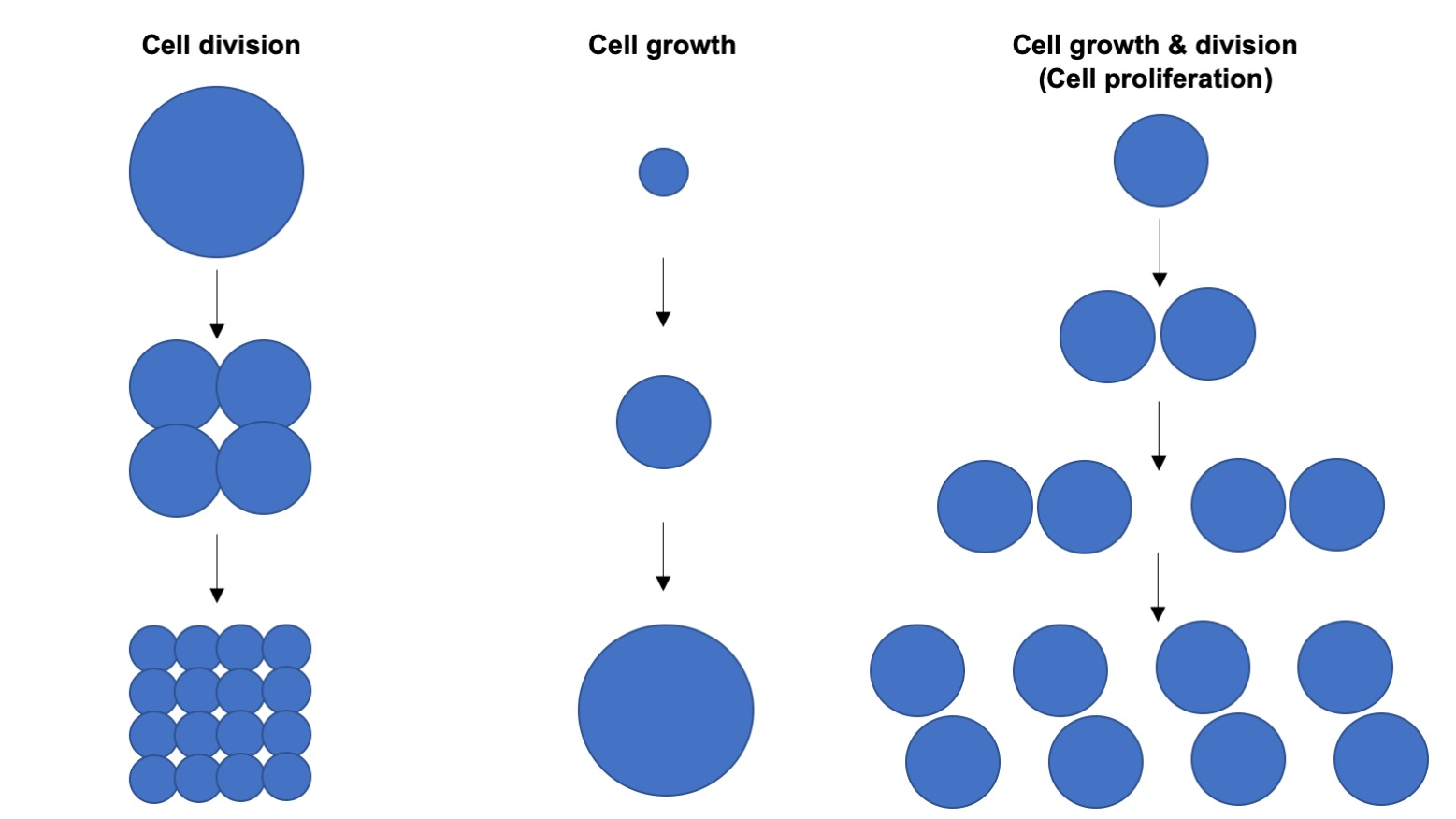
细胞分裂、生长和增殖

细胞增殖（cell proliferation）是细胞以分裂的方式增加数量，或单细胞生物以分裂方式产生新的个体的过程。细胞增殖是生物体的重要生命特征，也是生物繁殖基础，维持细胞数量平衡和机体正常功能所必需的過程。
细胞增殖使细胞数量成倍增加，因此它是组织生长的快速机制。细胞增殖要求细胞生长和细胞分裂同时发生，以使细胞的平均大小保持不变。细胞增殖与细胞生长或细胞分裂不同的是，细胞分裂時可以不发生细胞生长，這樣會生成许多小細胞(如卵裂)，而细胞生长可以不发生细胞分裂，因而會产生单个较大的细胞(如神經元的生长)。细胞总数由细胞增殖率减去细胞死亡率所决定。